# جون ليزلي
جون ليزلي نوتزو (بالإنجليزية: John Leslie)‏ (25 يناير 1945 - 5 ديسمبر 2010). هو ممثل ومخرج ومنتج إباحي راحل وعادة ما يوضع تحت اسم جون ليزلي، كما عمل أيضا تحت عدة أسماء مستعارة، بما فيها جون ليزلي دوبري، فريدريك واتسون، ليني لافلي.
يوضع ليزلي إلى جانب مع رون جيريمي، جيمي جيليس، جون هولمز، هاري ريمز، ضمن النجوم الذكور الذين صنعوا عصر الإباحية الذهبي، عندما كانت الأفلام الإباحية تحتوي على قصص وحبكات لتجنب الملاحقة القضائية، وتصوير تلك الأفلام بمقاييس جودة، وعرضها في دور السينما.
بعد أن أفل نجم هولمز بسبب المشاكل مع المخدرات والقانون، ورث ليزلي موقعه كنجم في صناعة الاباحية مع نجاح فيلم Talk Dirty To Me في عام 1980. ولعب دور البطولة في أكثر من 300 فيلم إباحية قبل أن ينتقل إلى الإخراج.

## روابط خارجية
- جون ليزلي على موقع IMDb (الإنجليزية)
- جون ليزلي على موقع ألو سيني (الفرنسية)
- جون ليزلي على موقع أول موفي (الإنجليزية)
- جون ليزلي على موقع قاعدة بيانات الأفلام السويدية (السويدية)
- جون ليزلي على موقع إن إن دي بي (الإنجليزية)
- جون ليزلي على موقع قاعدة بيانات الفيلم (الإنجليزية)
- جون ليزلي على موقع كينوبويسك (الروسية)